# Internet Archive
Internet Archive là một thư viện số phi lợi nhuận có trụ sở San Francisco với sứ mệnh lưu trữ nội dung Web trên Internet, được Brewster Kahle thành lập ngày 10 tháng 5 năm 1996.
Thư viện cho phép tất cả mọi người truy cập tự do nội dung tài liệu số, bao gồm các trang web, phần mềm ứng dụng/trò chơi, âm thanh/hình ảnh/video, và gần 3 triệu sách công cộng. Tính đến tháng 5 năm 2014, thư viện có dữ liệu đạt 15 Petabyte , đến tháng 9 năm 2024 thư viện đã lưu trữ trên dưới 80 triệu đầu mục (42 triệu ấn bản, 13 triệu video, hơn một triệu phần mềm, 5 triệu ảnh) và gần 900 tỷ website qua dịch vụ Wayback Machine, là một phần của sứ mệnh trong việc lưu trữ trang web.
Dịch vụ cho phép người dùng đại chúng tự tải lên kho lưu trữ tài nguyên kĩ thuật số, nhưng một phần lớn dữ liệu được tải lên cũng do các web crawler ("robot" thu thập dữ liệu web) chịu trách nhiệm, để có thể tăng cường nỗ lực trong việc bảo tồn các tài nguyên trên mạng, chủ yếu thông qua dịch vụ lưu trữ web là Wayback Machine.